# لمور ورزشکار میلن ادواردز
 لمور ورزشکار میلن ادواردز (نام علمی: Lepilemur edwardsi) نام یک گونه از سرده لمورهای ورزشکار است.